# Aleksandr Lavejkin
Aleksandr Ivanovitsj Lavejkin (Russisch: Лавейкин, Александр Иванович) (Moskou, 21 april 1951) is een Russisch voormalig ruimtevaarder. Lavejkin zijn eerste en enige ruimtevlucht was Sojoez TM-2 en begon op 5 februari 1987. Het was een Russische expeditie naar het ruimtestation Mir dat deel uitmaakte van het Sojoez-programma.
In 1987 werd Lavejkin geselecteerd om te trainen als astronaut. Tijdens zijn missie maakte hij drie ruimtewandelingen. In 1994 verliet hij Roskosmos en ging hij als astronaut met pensioen. 
Lavejkin ontving meerdere onderscheidingen en titels, waaronder Held van de Sovjet-Unie, Medaille van verdienste voor ruimteonderzoek en de Leninorde.